# Nishi-ku (Hiroshima)
Nishi-ku (西区?) è uno degli otto quartieri amministrativi della città di Hiroshima, in Giappone.